# The Edinburgh Gazette
The Edinburgh Gazette (La Gazette d'Édimbourg, en anglais) est un journal officiel du Gouvernement du Royaume-Uni. Il est publié par The Stationery Office (en) pour le compte du Her Majesty's Stationery Office, à Édimbourg, en Écosse.
Le premier numéro de The Edinburgh Gazette est paru en 1699. Sa publication n'est plus interrompue depuis le 2 juillet 1793.
Aujourd'hui, The Edinburgh Gazette est un bi-hebdomadaire qui paraît les mardis et vendredis.